# Маллин, Брендан
Брендан Джон Маллин (англ. Brendan John Mullin, родился 31 октября 1963 года в Иерусалиме) — ирландский регбист, выступавший на позиции центрового.

## Игровая карьера
Окончил дублинский колледж Блэкрок, учился в Дублинском и Оксфордском университетах. Выступал за сборную школьников Ирландии и клуб колледжа Блэкрок, позже стал игроком «Ленстера». Помимо регбис, занимался бегом с барьерами, личный рекорд в беге на 110 м с барьерами — 14,41 с.
В начале карьеры Маллина прозвали «Гвинис» (англ. Guineys) в честь известного тогда дублинского бутика мужской одежды, что отражало его вялые, но высокоразвитые регбийные навыки. В сборной Ирландии он отметился 56 официальными играми, занеся 17 попыток и проведя одну реализацию, что принесло ему 72 очка. Дебютную игру он провёл 10 ноября 1984 года в Дублине против Австралии (поражение 9:16), последний матч провёл 10 июня 1995 года в Дурбане против Франции на Кубке мира 1995 года (поражение 36:12). Одной из примечательных попыток Маллина является попытка в игре 30 марта 1985 года с англичанами, которая принесла победу ирландцам со счётом 13:10 — английский игрок при попытке выбить мяч выронил его, который тотчас же подобрал Маллин, беспрепятственно занёсший попытку справа от ворот.
В его карьере — выступления на Кубках мира 1987, 1991 и 1995 годов, игры на Кубках пяти наций 1985, 1986, 1987, 1988, 1989, 1990, 1991, 1992 и 1995 годов, а также турне в составе «Британских и ирландских львов» по Австралии в 1989 году и матч против сборной мира за «Львов» в 1986 году. Также Маллин провёл 1 июня 1993 года матч в клубе «Барбарианс Франсез» против сборной мира XV Presidents (победа 92:34).

## Вне регби
Сын — Гэвин Маллин, также регбист; выступал за сборную Ирландии по регби-7 на Токийской Олимпиаде.
После карьеры игрока Маллин продолжил свою деятельность в финансовой сфере: он работал в компании Powerscourt Investments, а также был управляющим директором Bank of Ireland.

## Уголовное дело
В 2021 году Маллин был задержан полицией, а в октябре 2024 года предстал перед судом по обвинению в хищении из Bank of Ireland денежной суммы размером более 570 тысяч евро. Согласно обвинению, с 2011 по 2013 годы Маллин присвоил себе активы банка, которые переводил юридической фирме McCann Fitzgerald и аудиторам Beechwood Partners и Grant Thornton за услуги, оказанные в пользу его фирмы Quantum Investment Strategies, а также украл 500 тысяч евро из-за сбоя в системе внутренних коммуникаций банка и перевёл сумму на счета компании Spice Holdings, зарегистрированной в офшорной зоне на Британских Виргинских островах.
Судебный процесс в отношении Маллина начался 15 октября 2024 года. 25 ноября Брендан Маллин был признан виновным по 12 из 14 пунктам обвинений: уголовный суд округа Дублин доказал его причастность к хищению итого 567 тысяч евро из Bank of Ireland, сняв с него обвинения в хищении суммы в размере 6150 евро и предоставлении фальшивых справок по поводу перевода средств Beecwhood Partners. Маллин был приговорён к 3 годам лишения свободы. Смягчающими обстоятельствами послужили факты того, что Маллин полностью компенсировал ущерб, вернув средства обратно, и что к моменту передачи дела в суд прошло достаточно много времени. Суд также учёл то, что Маллин полностью признал свою вину и раскаялся в совершённом преступлении.